# Elżbieta Nykiel
Elżbieta Skowrońska Nykiel (Dębica, 6 luglio 1983) è una pallavolista polacca.
Gioca nel ruolo di schiacciatrice nell'İdman Ocağı Spor Kulübü.

## Carriera
Elżbieta Nykiel inizia la sua carriera pallavolistica da professionista nella stagione 1997-98, tra le file del Międzyszkolny Klub Sportowy Muszynianka in cui milita per una sola stagione prima di trasferirsi nellO SMS PZPS Sosnowiec. Nella stagione 2000-01 viene ingaggiata dallo Stal Mielec, in cui rimane per quattro stagioni, senza però raggiungere risultati di spicco.
Nelle successive tre stagioni cambia altrettante squadre: il Bialski Klub Sportowy di Bielsko-Biała, l'AZS AWF Poznań e l'AZS Białystok, con nessuna delle quali ottiene risultati di rilievo. Nella stagione 2007-08 si trasferisce nel GKS Gedania, in cui milita per due stagioni, in seguito alle quali viene ingaggiata dall' Międzyszkolny Klub Sportowy Muszynianka con cui conquista la Supercoppa polacca. Inoltre nel 2009 ottiene la prima convocazione in nazionale, partecipando al torneo di Montreux.
Nella stagione 2010-11 si trasferisce nel Miejski Klub Sportowy Dąbrowa Górnicza, con cui vince per due volte sia la Supercoppa polacca che la Coppe di Polonia, venendo anche premiata come MVP nella seconda occasione. Nel 2012 partecipa al torneo di qualificazione olimpica, terminato al secondo posto e quindi con l'esclusione dai Giochi olimpici.
Nel campionato 2014-15 lascia per la prima volta la Polonia per giocare nella Voleybol 1. Ligi turca col Çanakkale Belediye Spor Kulübü, restando nella medesima categoria anche nel campionato successivo, difendendo però i colori del Salihli Belediyesi Gençlik ve Spor Kulübü di Manisa. Nella stagione 2016-17 si trasferisce alla formazione spagnola del Club Voleibol Tenerife in Superliga 2; nel gennaio 2017 torna in Turchia, ingaggiata dall'İdman Ocağı Spor Kulübü.

## Palmarès

### Club
- Coppa di Polonia: 2

2011-12, 2012-13
- Supercoppa polacca: 3

2009, 2012, 2013

### Premi individuali
- 2012 - Coppa di Polonia: Miglior ricevitrice
- 2013 - Coppa di Polonia: MVP